# أل أرونز
أل أرونز (بالإنجليزية: Al Aarons)‏ هو بواق أمريكي، ولد في 23 مارس 1932 في بيتسبرغ في الولايات المتحدة، وتوفي في 17 نوفمبر 2015 في لاغونا ووودس في الولايات المتحدة.

## وصلات خارجية
- أل أرونز على موقع IMDb (الإنجليزية)
- أل أرونز على موقع ميوزك برينز (الإنجليزية)
- أل أرونز على موقع أول ميوزيك (الإنجليزية)
- أل أرونز على موقع ديسكوغز (الإنجليزية)